# Dalibor (film)
Pour plus de détails, voir Fiche technique et Distribution.
Dalibor est un film musical et dramatique tchécoslovaque réalisé par Václav Krška, sorti en 1956.
Le film, présenté au Festival de Cannes 1956, est une adaptation de l'opéra homonyme de Bedřich Smetana, créé au Nouveau Théâtre (Novoměstské divadlo) à Prague le 16 mai 1868.

## Synopsis
Voir la fiche de l'opéra : Dalibor

## Fiche technique
- Titre : Dalibor
- Réalisation : Václav Krška
- Livret : Josef Wenzig, traduction d'Ervin Spindler
- Scénario : Václav Krška
- Musique non-originale : Bedřich Smetana
- Cinématographie : Ferdinand Pecenka
- Pays : Tchécoslovaquie
- Langue : tchèque
- Durée : 106 minutes (DVD)
- Date de sortie : 1956

## Distribution
| Acteur         | Rôle             | Voix chantée         |
| -------------- | ---------------- | -------------------- |
| Václav Bednář  | Le roi Vladislav |                      |
| Karel Fiala    | Dalibor          | Beno Blachut (en)    |
| Věra Heroldová | Milada           | Milada Subrtová (en) |
| Přemysl Kočí   | Budivoj          | Rudolf Asmus (de)    |
| Josef Celerin  | Benes            | Zdenek Kroupa (en)   |
| Josef Rousar   | Vítek            | Ivo Zidek (en)       |
| Jana Rybárová  | Jitka            |                      |
| Milo Červinka  | Zdenek           |                      |
| Luděk Munzar   |                  |                      |

## Distinctions
Le film a été présenté en sélection officielle en compétition au Festival de Cannes 1956.